# Giovanni da Verrazzano

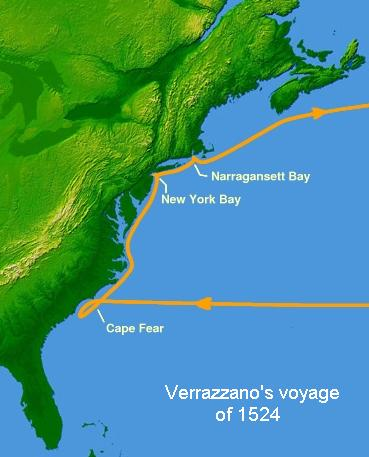
Mapa první výpravy

Giovanni da Verrazzano (někdy psáno Verrazano) (1485–1528) byl italský (florentský) mořeplavec, cestovatel a objevitel. Ve službách francouzského krále Františka I. Francouzského učinil řadu objevů na severu Ameriky a byl patrně prvním evropským mořeplavcem, který navštívil záliv u dnešního New Yorku. Někdy se proto nazývá „prvním Newyorčanem“.

## Pirátské začátky
Již v mládí se vypravil do Egypta a Sýrie, aby zažil dobrodružství. Mezi lety 1507–1508 se vydal do Francie, kde se setkal s králem Františkem I., který si ho vybral jako svého zámořského objevitele, který tak měl konkurovat výpravám Kryštofa Kolumba, Amerigo Vespucciho či Fernando Magalhaese, jež byly pořádány jménem Španělska a Portugalska. Nejprve však s královým požehnáním provozoval pirátskou činnost, když jeho úkolem bylo přepadat a olupovat španělské a portugalské galéry. Přepadl takto i španělskou galeonu, na níž posílal objevitel Hernando Cortéz z Mexika Montezumovy poklady Karlu V. Tím Verrazzano získal konečně potřebné prostředky, aby zorganizoval vlastní výpravu. Expedici tvořily čtyři lodě, stotunová fregata La Dauphine, Normanda, Santa Maria a Vittoria.

## První výprava
Hlavním úkolem, jímž ho král František I. pověřil, bylo hledání průlivu, jímž by bylo možno proplout ze Severní Ameriky do Tichého oceánu a následně do Číny. Výprava započala na podzim 1523, ale Santa Maria a Vittoria se brzy ztratily v bouři. Normandu posléze potopili Španělé, takže 17. ledna 1524 pokračovala za Madeiru ve výpravě nakonec jen vlajková loď La Dauphine. Po padesátidenní plavbě přistála u amerických břehů, konkrétně u mysu Fear v Severní Karolíně.
La Dauphine pokračovala v objevitelské plavbě na sever a přistála v zátoce Pamlico Sound. Pokračovala kolem ostrova Roanoke, a znovu přistála v místě, které Verrazzano nazval Arcadia, a o němž historikové soudí, že šlo patrně o dnešní Kitty Hawk v Severní Karolíně. 17. dubna 1524 dosáhla výprava dnešního newyorského zálivu. Verrazzano se tak stal prvním Evropanem, který spatřil místo, na němž později vzniklo město New York, proto je někdy nazýván „prvním Newyorčanem“. Výprava však pokračovala dál kolem dnešního Long Islandu a objevila ostrov, který Verrazzano pojmenoval podle královy matky Louisa, jméno se však neudrželo, dnes se ostrov nazývá Block Island. Dále pokračovala k dnešnímu Narragansettskému zálivu a k Newfoundlandu. Zde výpravě došly zásoby a vrátila se do Francie. 8. července 1524 přistál Verrazzano v přístavu Dieppe a odeslal králi Františkovi I. zprávu o svých objevech. Přitom se ovšem zmýlil, když králi oznámil, že objevil průliv do Tichého oceánu. Jím předpokládaný Pacifik byl však zálivem Pamlico.

## Druhá výprava
Počátkem roku 1527 Verrazzano vyrazil na svou druhou výpravu. Opět vyplul z Dieppe se čtyřmi loďmi. Jedna se opět ztratila v bouři u Kapverdských ostrovů, ale tři zbylé dosáhly pobřeží dnešní Brazílie. Průliv do Tichého oceánu opět nenašel, avšak přivezl do Francie náklad vzácného dřeva, takže jeho výprava byla hodnocena jako úspěšná.

## Třetí výprava a záhadná smrt

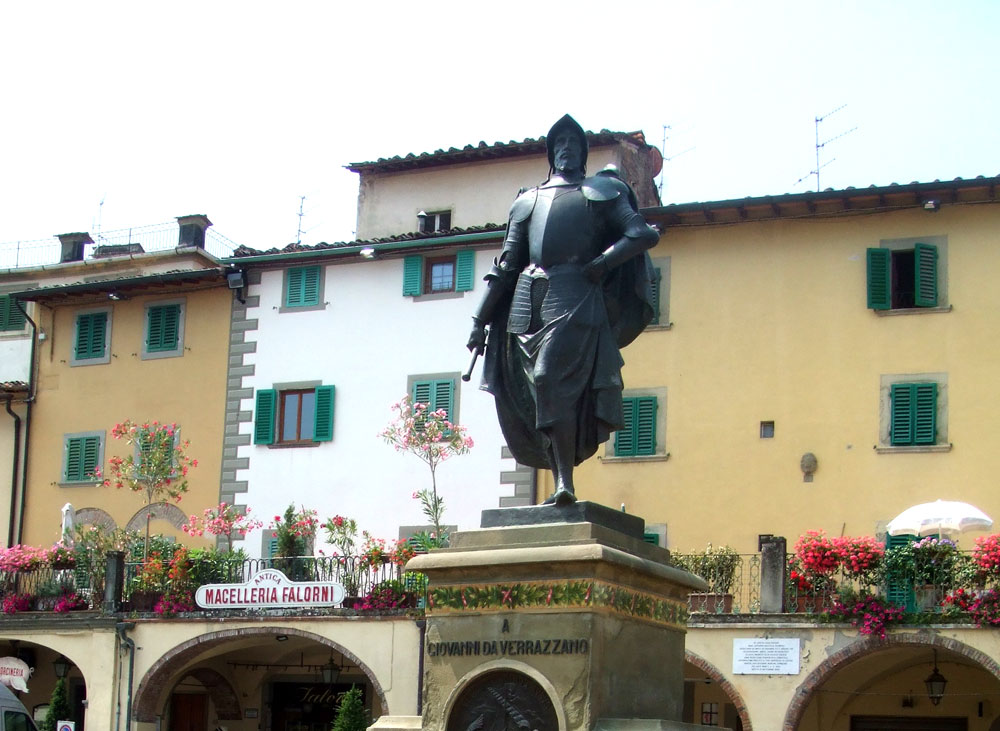
Verrazzanova socha v italském městě Greve in Chianti

Na jaře 1528 zahájil třetí výpravu. O jejím osudu historické prameny nehovoří jednoznačně. Kronikář Ramusius tvrdí, že výprava prozkoumala Floridu, Bahamy, Malé Antily, Jamajku a poté dosáhla jakéhosi ostrova (pravděpodobně dnešního Guadeloupe), na který vyplul Verrazzano s šesti dalšími námořníky v malém člunu. Byli však přepadeni, zajati a uvařeni v kotlích lidojedskými Kariby. Výprava se poté pod vedením Verrazzanova bratra Girolama vrátila v březnu 1529 a Girolamo krále zpravil o bratrově smrti. Brzy také vydal slavnou mapu Verrazzanových plaveb, která byla nejdokonalejším kartografickým dílem o severoamerickém pobřeží své doby. Někteří historikové však zpochybňují autenticitu historky s lidojedy a tvrdí, že byl Verrazano zajat španělským loďstvem u pobřeží Cádizu a za svoji bývalou pirátskou činnost popraven.